# Беркі (Огайо)
Беркі (англ. Berkey) — селище (англ. village) в США, в окрузі Лукас штату Огайо. Населення — 275 осіб (2020).

## Географія
Беркі розташоване за координатами 41°42′30″ пн. ш. 83°50′18″ зх. д. / 41.70833° пн. ш. 83.83833° зх. д. (41.708277, -83.838421).  За даними Бюро перепису населення США в 2010 році селище мало площу 10,82 км², уся площа — суходіл.

## Демографія
Згідно з переписом 2010 року, у селищі мешкало 237 осіб у 99 домогосподарствах у складі 73 родин. Густота населення становила 22 особи/км².  Було 112 помешкання (10/км²).
Расовий склад населення:
| - 99,2 % — білих - 0,8 % — азіатів |

До двох чи більше рас належало 0,0 %. Частка іспаномовних становила 1,3 % від усіх жителів.
За віковим діапазоном населення розподілялося таким чином: 21,1 % — особи молодші 18 років, 60,8 % — особи у віці 18—64 років, 18,1 % — особи у віці 65 років та старші. Медіана віку мешканця становила 48,2 року. На 100 осіб жіночої статі у селищі припадало 104,3 чоловіків;  на 100 жінок у віці від 18 років та старших — 98,9 чоловіків також старших 18 років.
Середній дохід на одне домашнє господарство  становив 96 779 доларів США (медіана — 70 313), а середній дохід на одну сім'ю — 104 223 долари (медіана — 72 188). За межею бідності перебувало 4,1 % осіб, у тому числі 4,4 % дітей у віці до 18 років та 3,6 % осіб у віці 65 років та старших.
Цивільне працевлаштоване населення становило 179 осіб. Основні галузі зайнятості: освіта, охорона здоров'я та соціальна допомога — 31,3 %, виробництво — 22,3 %, науковці, спеціалісти, менеджери — 13,4 %, роздрібна торгівля — 9,5 %.